# Ian Watson (Autor)

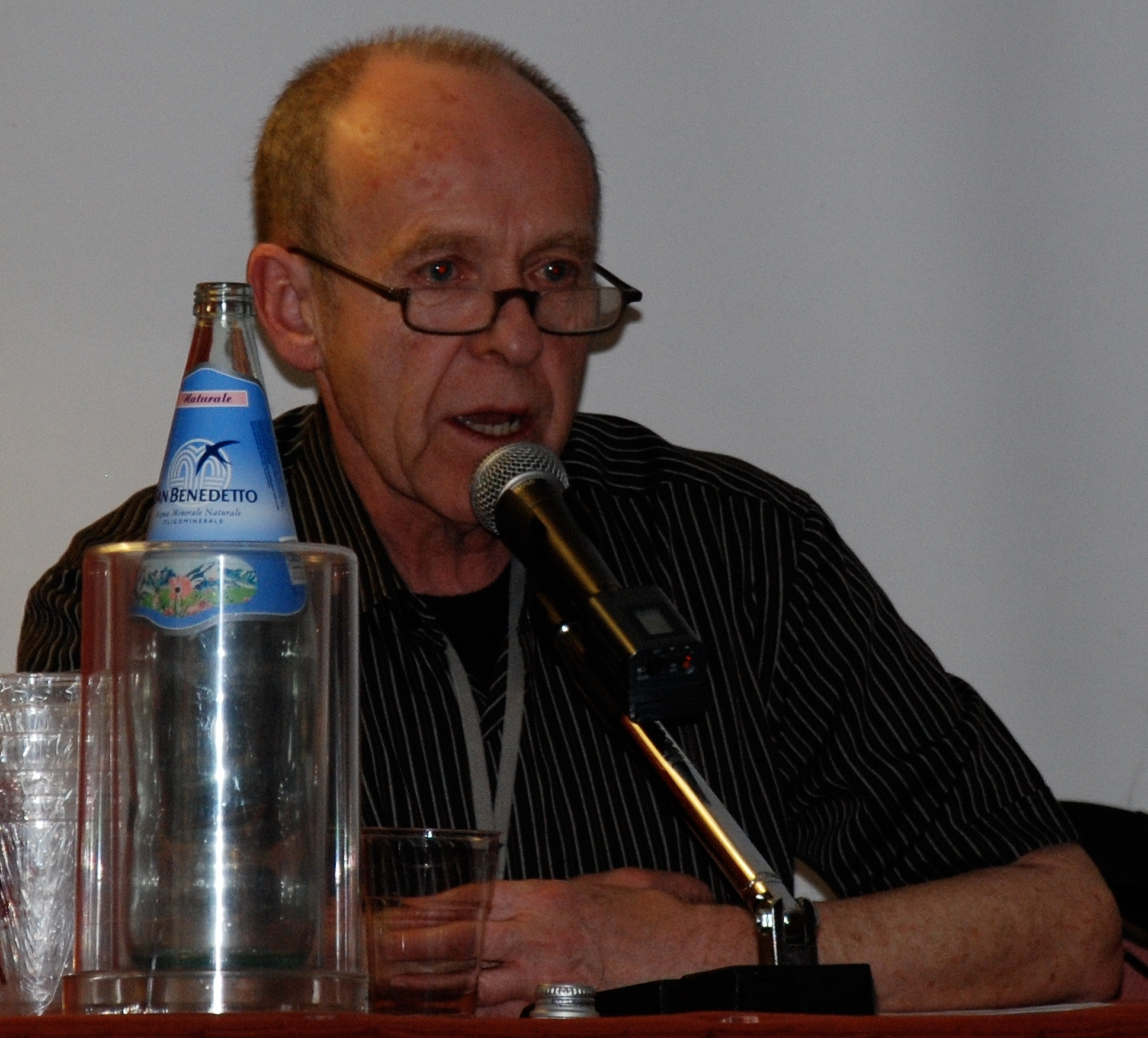
Ian Watson (2009)

Ian Watson (* 20. April 1943 in St Albans) ist ein britischer Science-Fiction-Autor.

## Leben
Ian Watson wuchs als Einzelkind in North Shields auf und besuchte von 1948 bis 1959 die King’s School in Tynemouth. Neben klassischer Literatur las er viel Science-Fiction, ohne dieses Genre jedoch übermäßig ernst zu nehmen.
1962 heiratete er die Malerin Judy Jackson, ein Jahr bevor er am Balliol College in Oxford im Fach Englische Literatur zum Bachelor of Arts graduierte. Mit einer Arbeit über den Einfluss französischer Autoren auf Walter Pater erhielt er 1965 den Master of Arts. Danach wirkte er bis 1967 am University College von Daressalam als Dozent. Von 1967 bis 1970 hielt Watson an verschiedenen Universitäten in Tokio Vorlesungen über Englische Literatur. Die dortigen chaotischen Verhältnisse, die von Technik und Umweltverschmutzung herrührten, veranlassten ihn dazu, sich nun ernsthaft der Science Fiction zuzuwenden.
Von 1970 an lebte er in Oxford, dozierte an der Birmingham Polytechnic im Fach Future Studies (wozu auch Science-Fiction zählte), experimentierte mit LSD und beschäftigte sich, angeregt von seinen Kollegen, mit Sozialanthropologie und Linguistik. 1973 wurde er Vater einer Tochter.
Der Erfolg seiner ersten beiden veröffentlichten Romane The Embedding, der den Prix Apollo im Jahr 1975 gewann, und The Jonah Kit, für den er den British Science Fiction Award im Jahr 1978 erhielt, veranlasste ihn, 1976 hauptberuflicher Schriftsteller zu werden.
1979 zog er in ein kleines Dorf in Northamptonshire. In den 1980er Jahren engagierte er sich für die Labour Party (für die er bei Parlamentswahlen kandidierte) und die Campaign for Nuclear Disarmament. Am 14. April 2001 starb seine Frau Judy im Alter von 61 Jahren an den Folgen eines Lungenemphysems.

## Werk
Für seinen ersten Roman wurde er von kurzen Texten seiner Frau inspiriert, die er zu einer erotischen Satire mit dem Titel The Woman Factory erweiterte. Der Plan, ihn in der Olympia Press herauszubringen, zerschlug sich mit dem Bankrott des Verlags.  Bis heute ist der Roman lediglich in französischer und, in einer überarbeiteten Version, in japanischer Übersetzung erschienen.
The Embedding basiert auf Ideen der Generativen Grammatik. Anhand von Außerirdischen, die auf der Suche nach neuen sprachlichen Zugängen zur Wirklichkeit die Erde aufsuchen, wird hier unter anderem die Frage behandelt, inwieweit die Sprache Erfahrungen und Bewusstsein beeinflusst und was sie über die, die sie sprechen, aussagt.
In The Jonah Kit geht es um Experimente, bei denen menschliches Bewusstsein auf Wale übertragen wird. In Miracle Visitors wird ein Zusammenhang zwischen UFO-Erfahrungen und mystischen Erlebnissen hergestellt. Unter Hypnose berichtet ein Psychologiestudent von einer Entführung durch Außerirdische und nennt dabei Namen, die sein Professor aus den prophetischen Büchern von William Blake kennt.
Watson schrieb außerdem die Romane God’s World und The Flies of Memory sowie mehrere Sammlungen mit Kurzgeschichten. Auch in diesen Werken kommt das Thema der Wahrnehmung, die Frage nach der wahren Natur der Dinge und die Suche nach Transzendenz immer wieder vor. Watson verarbeitete darüber hinaus für Stanley Kubrick die Kurzgeschichte Super-Toys Last All Summer Long von Brian Aldiss zu einem Drehbuch, das schließlich zur Vorlage von Steven Spielbergs Film A.I. – Künstliche Intelligenz wurde.
Im Jahr 1980 schrieb er zusammen mit Michael Bishop den Roman Under Heaven’s Bridge. Außerdem verfasste er eine Serie von Romanen, die im Warhammer-40,000-Universum spielen: Space Marine und die Inquisition-War-Trilogie aus Inquisitor, Harlequin und Chaos Child.
Das finnische Nationalepos Kalevala inspirierte ihn zu The Book of Mana, nach seiner eigenen Aussage der „ehrgeizigste (und umfangreichste) Roman (…), an den ich mich jemals gewagt habe“.
Zusammen mit dem italienischen Autor Roberto Quaglia  hat Watson seit 2003 erotisch-satirische Kurzgeschichten verfasst, die in verschiedenen Anthologien und Magazinen (u. a. in Weird Tales) publiziert wurden und in gesammelter Form im Frühjahr 2009 unter dem Titel The Beloved of My Beloved erscheinen werden.

## Auszeichnungen
- 1975: Prix Apollo für den Roman The Embedding
- 1978: British SF Association Award für den Roman The Jonah Kit
- 1987: Interzone Readers Poll für die Kurzgeschichte The People on the Precipice
- 2010: British SF Association Award für die Kurzgeschichte The Beloved Time of Their Lives (zusammen mit Roberto Quaglia)

## Bibliografie
Warhammer 40,000 (Tie-ins zum Rollenspiel)
- Inquisition-War-Trilogie
  - Inquisitor. GW Books, Brighton 1990, ISBN 1-872372-29-5 (auch als Draco erschienen).
    - Inquisitor. Heyne, München 1996, ISBN 3-453-10911-2.

  - Harlequin. Boxtree, London 1994, ISBN 0-7522-0965-5.
    - Harlekin. Heyne, München 1997, ISBN 3-453-11895-2.

  - Chaos Child. Boxtree, London 1995, ISBN 0-7522-0621-4.
    - Kind des Chaos. Heyne, München 1998, ISBN 3-453-13338-2.
- Space Marine. Boxtree, London 1993, ISBN 1-85283-840-X.
  - Space Marine. Heyne, München 1996, ISBN 3-453-10912-0.

Romane
- The Woman Factory (auch The Woman Plant, im englischen Original unveröffentlicht)
  - Orgasmachine. Editions Champ Libre, Paris 1976, ISBN 2-85184-049-5
  - オルガスマシン (Orugasumashin). 2001, ISBN 4-87734-458-6
- The Embedding. Gollancz, London 1973, ISBN 0-575-01687-6.
  - Das Babel-Syndrom. Science-fiction-Roman. Heyne, München 1983, ISBN 3-453-30870-0.
- The Jonah Kit. Gollancz, London 1975, ISBN 0-575-01938-7.
  - Der programmierte Wal. Science Fiction-Roman. Heyne, München 1977, ISBN 3-453-30439-X; ebd. 1988, ISBN 3-453-01009-4.
- The Martian Inca. Gollancz, London 1977, ISBN 0-575-02218-3.
  - Das Mars-Koma. Science-fiction-Roman. Knaur, München/Zürich 1980, ISBN 3-426-05721-2.
- Alien Embassy. Gollancz, London 1977, ISBN 0-575-02336-8.
  - Botschafter von den Sternen. Science-fiction-Roman. Heyne, München 1981, ISBN 3-453-30726-7.
- Miracle Visitors. Gollancz, London 1978, ISBN 0-575-02474-7.
  - Zur anderen Seite des Mondes. Science-fiction-Roman. Knaur, München/Zürich 1981, ISBN 3-426-05739-5.
- God’s World., London, Gollancz, London 1979, ISBN 0-575-02683-9.
  - Die Himmelspyramide. Science-fiction-Roman. Knaur, München 1983, ISBN 3-426-05756-5.
- The Gardens of Delight. Gollancz, London 1980, ISBN 0-575-02819-X.
  - Die Gärten des Meisters. Science-fiction-Roman. Knaur, München 1983, ISBN 3-426-05763-8.
- Deathhunter. Gollancz, London 1981, ISBN 0-575-03023-2.
  - Todesjäger. Science-fiction-Roman. Heyne, München 1985, ISBN 3-453-31180-9.
- mit Michael Bishop: Under Heaven’s Bridge. Gollancz, London 1982, ISBN 0-575-02927-7.
- Chekov’s Journey. Gollancz, London 1983, ISBN 0-575-03213-8.
  - Tschechows Reise. Science-fiction-Roman. Heyne, München 1986, ISBN 3-453-31359-3.
- Converts. Granada, London 1984, ISBN 0-586-05895-8.
- The Books of the Black Current. 3 Bände. Gollancz, London; Neuausgabe in einem Band: Yaleen. Benbella, Dallas 2004, ISBN 1-932100-24-5.
  - The Book of the River. ISBN 0-575-03396-7.
    - Das Buch vom Fluss. Heyne, München 1987, ISBN 3-453-00451-5.

  - The Book of the Stars. 1984, ISBN 0-575-03508-0.
    - Das Buch von den Sternen. Heyne, München 1987, ISBN 3-453-00452-3.

  - The Book of Being. 1985, ISBN 0-575-03596-X.
    - Das Buch vom Sein. Heyne, München 1987, ISBN 3-453-00454-X.
- Queenmagic, Kingmagic. Gollancz, London 1986, ISBN 0-575-03883-7.
- The Power. Headline, London 1987, ISBN 0-7472-0031-9.
  - Die Macht des Bösen. Moewig, Rastatt 1990, ISBN 3-8118-2697-2.
- The Whores of Babylon. Paladin, London 1988, ISBN 0-586-08773-7.
- Meat. Headline, London 1988, ISBN 0-7472-3130-3.
- The Fire Worm. Gollancz, London 1988, ISBN 0-575-04300-8.
  - Feuerwurm. Roman. Blitz-Verlag, Windeck 2000, ISBN 3-89840-901-5.
- The Flies of Memory. Gollancz, London 1990, ISBN 0-575-04873-5.
  - Die Fliegen der Erinnerung. Roman. Science Fiction. Heyne, München 1991, ISBN 3-453-05366-4.
- Mana. 2 Bände. Gollancz, London
  - Lucky’s Harvest. 1993, ISBN 0-575-05423-9.
    - Dämonen-Kind. Das erste Buch Mana. Bastei-Lübbe, Bergisch Gladbach 1996, ISBN 3-404-28230-2; ebd. 1998, ISBN 3-404-24243-2.

  - The Fallen Moon. 1994, ISBN 0-575-05424-7.
    - Kuckucks-Fluch. Das zweite Buch Mana. Bastei-Lübbe, Bergisch Gladbach 1996, ISBN 3-404-28233-7; ebd. 1998, ISBN 3-404-24250-5.
    - Mond-Fall. Das dritte Buch Mana. Bastei-Lübbe, Bergisch Gladbach 1997, ISBN 3-404-28236-1; ebd. 1999, ISBN 3-404-24253-X.
- Hard Questions. Gollancz, London 1996, ISBN 0-575-06189-8.
  - Quantennetze. Heyne, München 2000, ISBN 3-453-17102-0.
- Oracle. Gollancz, London 1997, ISBN 0-575-06487-0.
  - Orakel. Roman. Bastei-Lübbe, Bergisch Gladbach 1999, ISBN 3-404-24257-2.
- Mockymen. Golden Gryphon Press, Urbana (IL) 2003, ISBN 1-930846-21-5.

Sammlungen
- The Very Slow Time Machine. Gollancz, London 1979, ISBN 0-575-02582-4.
- Sunstroke and Other Stories. Gollancz, London 1982, ISBN 0-575-03138-7.
  - Die Räume des Paradieses. Erzählungen. Science fiction. Heyne, München 1988, ISBN 3-453-01004-3.
- Slow Birds and Other Stories. Gollancz, London 1985, ISBN 0-575-03675-3.
- The Book of Ian Watson. Mark V. Zeising, Willimantic (CO) 1985, ISBN 0-9612970-3-4.
- Evil Water and Other Stories. Gollancz, London 1987, ISBN 0-575-03953-1.
- Kreuzflug. Politische Science-fiction-Geschichten. Luchterhand, Darmstadt/Neuwied 1987, ISBN 3-472-61676-8 (Originalausgabe).
- Salvage Rites and Other Stories. Gollancz, London 1989, ISBN 0-575-04447-0.
  - Der Mond und Michelangelo. Erzählungen. Heyne, München 1992, ISBN 3-453-06205-1.
- Stalin’s Teardrops. Gollancz, London 1991, ISBN 0-575-04942-1.
- The Coming of Vertumnus. Gollancz, London 1994, ISBN 0-575-05766-1.
- The Great Escape. Gollancz, London 1999, ISBN 0-575-06585-0.
- The Butterflies of Memory. PS Publishing, Harrogate 2005, ISBN 1-904619-50-9.

Anthologien (als Herausgeber)
- Pictures at an Exhibition. Greystoke Mobray, 1981, ISBN 0-906901-02-2.
- mit Michael Bishop: Changes: Stories of Metamorphosis. Ace Books, 1983, ISBN 0-441-10260-3.
- mit Pamela Sargent: Afterlives: An Anthology of Stories about Life After Death. Vintage, 1986, ISBN 0-394-72986-2.
  - Das unentdeckte Land. Geschichten über das Leben nach dem Tod. Bastei-Lübbe, Bergisch Gladbach 1988, ISBN 3-404-24112-6.

Bücher für jugendliche Englischlernende
- Japan: A Cat’s Eye View (1969)
- Japan Tomorrow (1977)